# Mary-Ann Tollin-Verde
Mary-Ann Tollin-Verde, född 11 februari 1903 i Linköping, död 31 juli 1993 i Hägerstens församling, Stockholm, var en svensk målare, tecknare och keramiker.
Hon var dotter till assuransdirektören Per August Tollin och Maria Bergström och från 1927 gift med konstnären Leoo Verde (1904–1976). Paret hade barnen Sven (1930–2003), Per (1933–1996) och Hans.
Mary-Ann Tollin-Verde studerade vid Edward Berggrens målarskola i Stockholm 1920 och på Konstakademien i Dresden 1921–1922, Konsthögskolan i Stockholm 1923–1929, där hon belönades med Kanslermedaljen 1926. Hon har företagit studieresor till Italien, Frankrike, Spanien, Nederländerna, Tyskland och Belgien. Hon har ställt ut separat eller tillsammans med maken i bland annat Rålambshof i Stockholm, Norrköping, Kisa, Eskilstuna, Örebro och Gävle. Hon har medverkat i samlingsutställningar med Sveriges allmänna konstförening i Stockholm och Östgöta konstförenings provinsutställningar i Linköping, Norrköping och Vadstena. 
Hennes konst består av blomsterstilleben, landskap porträtt i olja, gouache, akvarell och teckningar. Hon arbetade även med skulpturer, keramik och mosaiker i natursten. Bland hennes mer kända porträtt märks de av Harry Martinson, Anna Casparsson och Vera Nilsson. Från mitten av 1950-talet arbetade hon med keramik, såsom skålar, fat och fåglar.
| ”                | Mary Ann Verdes keramik faller utanför all kategorier. Den är naiv, romantisk och innerlig. | „ |
| – Eugen Wretholm |                                                                                             |   |

Mary-Ann Tollin-Verde är representerad vid Nationalmuseum, Östergötlands museum, Norrköpings konstmuseum, Gävle museum, Härnösands museum och Hudiksvalls museum.
Hon signerade sin konst Mary-Ann Tollin och är begravd på Norra griftegården i Linköping.